# Микки и его слон
«Микки и его слон» (англ. Mickey's Elephant) — американский короткометражный рисованный мультфильм Walt Disney Productions, выпущенный 10 октября 1936 года. В этом эпизоде в первый и единственный раз появляется персонаж Слон Бобо.

## Сюжет
Микки получает слонёнка по имени Бобо в качестве подарка. Плуто (домашний питомец Микки) вскоре начинает опасаться, что ему подыскали замену. Причиной этому послужило появление "дьявола на плече" у Плуто, который убедил пса в том, что Бобо займет его место. Желая избавиться от слона, "плечевой дьявол" втягивает его в неприятности при помощи красного перца, от которого хобот Бобо сильно чешется. Несмотря на попытки Микки помочь новому другу, тот непрестанно чихает, разрушая тем самым и свой дом, и собачью будку Плуто. Дьявол начинает смеяться над случившимся, и пёс с ужасом понимает, что его обманули. В негодовании Плуто хлопает лапой по дьяволу.

## Персонажи
- Слон Бобо
- Микки Маус
- Плуто
- Дьявол Плуто

## Озвучивание
- Пинто Колвиг — Плуто
- Уолт Дисней — Микки Маус

## Создатели
- Режиссеры: Дэвид Хэнд и Хэмильтон Ласки
- Продюсер: Уолт Дисней.
- Композитор: Элберт Хей Малотт.
- Аниматоры: Джонни Кэннон, Норман Фергусон, Ник Джордж, Дик Хьюмер, Leonard Sebring и Фрэнк Томас.

## Релиз
- США — 10 октября 1936
- Швеция — 1937
- Италия — 1940

### Телевидение
- «Mickey's Mouse Tracks» — Эпизод #18
- «Donald's Quack Attack» — Эпизод #77

### Домашнее видео

#### VHS
- «Mickey Knows Best»

#### DVD
- «Walt Disney Treasures»
  - "Mickey Mouse in Living Color"

## Название
- Оригинальное название — Mickey's Elephant
- Бразилия — O Elefante de Mickey
- Германия — Mickys Elefant
- Испания — El elefante de Mickey
- СССР (Русское название) — Микки и его слон
- Франция — L'éléphant de Mickey
- Швеция — Musse Pigg och elefanten/Musse Piggs elefant

## Прочее

### Участвуют
- The Disney Family Album: Frank Thomas (1985)
- The Life and Times of Pluto (2004)